# ستيفن جاي غرين
ستيفن جاي غرين (بالإنجليزية: Steven J. Green)‏ هو دبلوماسي سنغافوري، ولد في 17 يوليو 1945 في فيلادلفيا في الولايات المتحدة.

## وصلات خارجية
- ستيفن جاي غرين على موقع إن إن دي بي (الإنجليزية)